# The Addiction
The Addiction és una gens convencional pel·lícula de vampirs dirigida per Abel Ferrara i protagonitzada per Lili Taylor, Christopher Walken i Annabella Sciorra. Va ser escrita pel guionista habitual de Ferrara, Nicholas St. John, filmada en blanc i negre i llançada al mateix temps que una altra pel·lícula de Ferrara, El funeral. Aquesta pel·lícula és considerada per molts com una analogia de l'addicció a les drogues.

## Argument
Kathleen Conklin (Taylor), una jove estudiant de filosofia de la Universitat de Nova York, és atacada per una dona (Annabella Sciorra) que li diu «ordena'm que me'n vagi» i, quan l'espantada Kathleen és incapaç de fer-ho, mossega el seu coll i beu la seua sang. Kathleen desenvolupa diversos dels tradicionals símptomes del vampirisme, inclosa aversió a plena llum, però la història se centra en la seua degradació moral. Kathleen comença a canviar les seues idees sobre la vida i la mort.

## Repartiment
- Lili Taylor - Kathleen Conklin
- Christopher Walken - Peina
- Annabella Sciorra - Casanova
- Edie Falco - Jean
- Paul Calderon - Professor
- Fredro Starr - Black
- Kathryn Erbe - Estudiant d'antropologia
- Michael Imperioli Missioner
- Jamel Simmons Black's Friend
- Robert W. Castle Narrador/sacerdot

## Premis
Va ser nominada com a Millor pel·lícula al 45è Festival Internacional de Cinema de Berlín de 1995. Lili Taylor va guanyar el premi a la Millor actriu estrangera als Premis Sant Jordi de Cinematografia. La pel·lícula també va rebre els premis a Millor actriu (Taylor), Millor pel·lícula i un esment especial per a l'actuació de Christopher Walken al Festival de Cinema Fantàstic de Màlaga. També va rebre nominacions als Independent Spirit Awards i va guanyar el premi de la crítica a la Mystfest (on també va ser nominada com a millor pel·lícula). El 2002 el crític Peter Bradshaw la va citar entre les seves pel·lícules preferides.